# Onorato Honorati
Onorato Honorati (Jesi, 1596 – 1683) è stato un vescovo cattolico italiano.

## Biografia
Onorato, nato dalla nobile famiglia jesina degli Honorati, divenne prelato a Roma, e subito entrò nelle grazie di papa Urbano VIII Barberini, che nel 1636 lo volle primo vescovo della nuova diocesi di Urbania e Sant'Angelo in Vado.
Vi svolse una saggia amministrazione e si occupò della complessa questione dell'eredità bibliotecaria di Urbino e Urbania alla morte dell'ultimo duca di Urbino, Francesco Maria II Della Rovere, e notamente ai trasferimenti coatti a Roma.
Costruì tre seminari a Urbania, a Sant'Angelo e a Mercatello; celebrò la solenne consacrazione della cattedrale e il primo sinodo diocesano nel 1637. Il vescovo di Rimini, cardinale Marco Gallio, gli affidò per qualche tempo l'amministrazione della propria diocesi quando questi venne inviato come nunzio apostolico a Colonia.
Fu anche giureconsulto visitatore apostolico a Milano, Pavia e Novara.
Su di lui, un suo postumo familiare Bernardino Honorati pubblicò nel 1788 il De vita et rebus gestis Honorati de Honoratis primi episcopi Urbaniae et Sancti Angeli in Vado.

## Genealogia episcopale e successione apostolica
La genealogia episcopale è:
- Cardinale Tolomeo Gallio
- Vescovo Cesare Speciano
- Patriarca Andrés Pacheco
- Cardinale Agostino Spinola
- Cardinale Giulio Cesare Sacchetti
- Vescovo Onorato Honorati

La successione apostolica è:
- Vescovo Gerolamo Pellegrini (1645)
- Vescovo Camillo Baldi (1645)
- Vescovo Domenico Cennini (1645)
- Vescovo Francisco Suárez de Villegas, O. Carm. (1649)
- Vescovo Giovanni Mastelloni (1654)
- Vescovo Pietro Frescobaldi (1654)
- Vescovo Paolo Squillanti (1654)

## Stemma
Blasonatura: d'argento a tre fasce ondate d'azzurro sormontate da una trangla d'oro, al capo dell'azzurro al giglio d'oro accompagnato da due stelle (6) dello stesso.